# Фридрих III фон Вид
Фридрих III фон Вид (на немски: Friedrich III von Wied; * 1475/1478, † 1551) е от 1522 до 1532 г. епископ на Мюнстер.

## Живот
Той е шестият син на граф Фридрих фон Вид († 1487) и съпругата му Агнес фон Вирнебург († 1478). По-големият му брат Херман V фон Вид († 1552) е архиепископ на Кьолн (1515 – 1547). Наследник във Вид като граф става брат му Йохан III фон Вид († 1533).
Фридрих започва да следва през 1493 г. право в Кьолн. С помощта на брат му архиепископ Херман V фон Вид и херцог Йохан III фон Юлих-Клеве-Берг е избран през 1522 г. за епископ на Мюнстер. Той никога не е помазан за епископ.
Фридрих III се отказва от службата си на 25 март 1532 г. и отива да живее в Бон.